# Nachal Chalav
Nachal Chalav (hebrejsky: נחל עלמון) je krátké vádí v Horní Galileji, v severním Izraeli.
Začíná nedaleko severního okraje města Džiš (ve starověku nazývaného Guš Chalav). Směřuje pak k severu zvlněnou a převážně bezlesou krajinou. Nachází se na něm jezero Brejchat Chalav (בריכת חלב) - poměrně velká vodní plocha o rozměrech 30 x 25 metrů. Vzniklo zřícením zdí poblíž vádí. V zimě se poblíž něj vytváří vodopád. Nachal Chalav ústí zleva do vádí Nachal Guš Chalav, které krátce potom ústí do kaňonu Nachal Dišon.